# 中学校教員
中学校教員（ちゅうがっこうきょういん）は、中学校における教員である。中学校に置かれる職員のうち、おおむね、副校長、教頭、主幹教諭、指導教諭、教諭、助教諭、講師、養護教諭、養護助教諭、栄養教諭などの職員が該当する。（教員の職階なども参照のこと。）
このうち、「副校長」「教頭」「養護をつかさどる主幹教諭」「栄養の指導及び管理をつかさどる主幹教諭」「養護教諭」「養護助教諭」「栄養教諭」でない者は、原則として「中学校の教員の免許状」を有していなければならない。

## 概要
中学校において生徒の教育をつかさどる（学校教育法）。中等教育学校においては前期課程を、義務教育学校においては後期課程を、それぞれ担任する教諭の仕事には、中学校教諭の仕事とほとんど同じものも多い。
生徒の発達において、生徒の教育のほかに、校内の安全管理、生徒の健康面の管理、保護のための不審者対策なども重要な仕事となっている。それぞれの教科等に応じた中学校教諭普通免許状（専修、一種、二種）を有していなければならない。特に中高一貫の私立中学校においては中学校教員が高等学校の授業を担当する場合もあるため、高等学校教諭普通免許状（専修または一種）もあわせて保有する必要のある学校もある。また、非私立の中学校（国立または公立の中学校）でも、高等学校教諭普通免許状（専修または一種）もあわせて保有する教員もいる。 
中学校教諭は専門教科の授業を担任（教科担任）し教科指導にあたる他、学級担任として学級指導を行う。

### 生活指導、進路指導、職場体験指導、部活動指導
中学校教員は他の学校種に比較して、生活指導、進路指導、職場体験指導、部活動の指導など、教科指導以外の業務がかなりの比重を占めており、内容も多岐に渡っている。休日も指導や諸業務にあたる場合が多くなっている。2012年 - 2013年の経済協力開発機構 (OECD) の調査では日本の中学校教員の課外活動時間は週平均7.7時間であり、調査対象国の平均2.2時間を大きく上回っている。逆に授業時間は日本が最も短く週平均17.7時間であった。

### 全国の中学校教員の数
| 年度                   | 男        | 女        | 計        |
| ---------------------- | --------- | --------- | --------- |
| 2001年度（平成13年度） | 151,714人 | 103,780人 | 255,494人 |
| 2008年度（平成20年度） | 145,896人 | 103,613人 | 249,509人 |
| 2009年度（平成21年度） | 146,095人 | 104,676人 | 250,771人 |
| 2010年度（平成22年度） | 145,744人 | 105,155人 | 250,899人 |
| 2011年度（平成23年度） | 146,669人 | 106,435人 | 253,104人 |

## 中学校教員の免許状
- 普通免許状の基礎資格
  - 専修免許状＝修士の学位を有する者
  - 一種免許状[1]＝学士の学位を有する者
  - 二種免許状[2]＝学士または短期大学士の学位を有する者

学位は教育職員免許法第5条第1項「別表第1」適用時の原則。教育職員検定による取得では、中等教育学校卒業または高等学校卒業以上（専門学校卒業者ないしは高等専門学校卒業者を含む）であること。
| 免許状の種類 | 区分 | 教科 | 内容                           | 有効期間 |
| ------------ | ---- | --- | ------------------------------ | -------- |
| 中学校教諭   | 専修 | - 国語 - 社会 - 数学 - 理科 - 音楽 - 美術 - 保健体育 - 保健 - 技術 - 家庭 - 職業 - 職業指導 - 職業実習 - 外国語（英語） - 宗教 | - 教科等を担任する             | なし     |
| 中学校教諭   | 一種 | - 国語 - 社会 - 数学 - 理科 - 音楽 - 美術 - 保健体育 - 保健 - 技術 - 家庭 - 職業 - 職業指導 - 職業実習 - 外国語（英語） - 宗教 | - 教科等を担任する             | なし     |
| 中学校教諭   | 二種 | - 国語 - 社会 - 数学 - 理科 - 音楽 - 美術 - 保健体育 - 保健 - 技術 - 家庭 - 職業 - 職業指導 - 職業実習 - 外国語（英語） - 宗教 | - 教科等を担任する             | なし     |
| 養護教諭     | 専修 | － | - 学校内の養護をつかさどる     | なし     |
| 養護教諭     | 一種 | － | - 学校内の養護をつかさどる     | なし     |
| 養護教諭     | 二種 | － | - 学校内の養護をつかさどる     | なし     |
| 栄養教諭     | 専修 | － | - 栄養の指導・管理をつかさどる | なし     |
| 栄養教諭     | 一種 | － | - 栄養の指導・管理をつかさどる | なし     |
| 栄養教諭     | 二種 | － | - 栄養の指導・管理をつかさどる | なし     |

職業科は過去に設置されていた教科（昭和22年～40年代頃）。免許状としては存続している。

### 免許状を取得する方法
- 基本的には、中学校教諭免許状の教職課程がある大学等で必要な単位を修得し卒業する。中学校教員の教職課程が設置されている大学では、教育学部以外の学部（文学部、法学部、経済学部、理工学部など）の在籍者でも、4年間の在学期間中に履修出来るようになっている場合がほとんどである。
- それ以外の大学等を卒業した者でも、卒業時に授与された学位を基礎資格として、必要な単位を修得すれば、免許状を取得できる。例えば、中学校教諭の教職課程の無い短期大学の卒業者でも、高等学校卒業者よりも少ない単位の履修で免許状の取得が可能である。現在は、通信教育（玉川大学・明星大学・創価大学・佛教大学）で、免許状取得に必要な単位数を履修することもできる。
- 隣接校種（小学校教員または高等学校教員）の普通免許状（かつての1級または2級を含む）を授与されている教員の経験者は、教育職員検定により取得する方法もある（この場合は、高等学校教員の免許状しか持たない者でも「介護等の体験」は必要ない。「別表第8」が適用される）。
- 中学校教員の普通免許状を授与されている者が、他教科の免許状を追加取得する場合は、取得する教科に応じた指導法や教科に関する単位を、通信制大学などで、追加修得したうえで、実務経験不要で教育職員検定を受けて免許状を取得することが出来る(「別表第4」が適用される)。

#### 介護等の体験について
1998年度入学者より、教育職員免許法「別表第1」（主に大学での養成課程による場合）により免許状を取得する場合には、介護等の体験が義務化されている（「教科又は教職に関する科目（大学が加える教職に関する科目に準ずる科目）」として、科目単位修得の扱いが可能となったのは、2000年度以降入学者が対象）。ただし、特別支援学校の免許状（旧盲学校、聾学校、養護学校の免許状を含む）ないしは中学校の免許状を有する者（かつての一級または二級を含む）が小学校の免許状の授与を受ける場合、または特別支援学校の免許状（旧盲学校、聾学校、養護学校の免許状を含む）ないしは小学校の免許状を有する者（かつての一級または二級を含む）が中学校の免許状の授与を受ける場合は免除とすることができる。

##### 介護等の体験が免除されるもの
- 以下の国家資格を有する者

| - 看護師または准看護師。 - 保健師 - 助産師 - 社会福祉士 | - 介護福祉士 - 理学療法士 - 作業療法士 - 義肢装具士 |

- 小学校教員の普通免許状（かつての1級または2級の小学校教員の普通免許状を含む）を有する者（免許法別表第1による取得の場合[注釈 1]）
- 身体障害者福祉法第15条第4項の規定により交付を受けた身体障害者手帳に、障害の程度が1級から6級である者として記載されているもの。
- 養護学校、聾学校、盲学校のそれぞれの教員（いずれの場合も、かつての1級または2級を含む）または特別支援学校の教員の普通免許を受けている者（免許法第5条第1項による取得の場合[注釈 2]）
- 教育職員検定による場合は、介護等体験の規定が適用除外されているので不要

## 中学校教員の採用
公立中学校の教諭になるためには、各都道府県などの教育委員会が実施する教員採用試験に合格しなければならない。公立の小・中学校の教諭は、県負担教職員に該当することから、市町村立（広義的には特別区立または組合立を含む）の中学校の場合でも、中学校の教員採用試験は基本的に都道府県が行っているが、大阪府では全国に先駆けて、豊能地域の市町村（豊中市、池田市、箕面市、豊能町、能勢町）が県負担教職員の教員任命権を移譲され、2015年からそれぞれの市町村（豊中市、池田市、箕面市、豊能町、能勢町）が独自で中学校教諭を募集し、独自で選考テストを行うようになった。教員採用試験は、概ね7月～9月にかけて実施され、筆記試験（基礎学力・教育法（教育基本法など）に関する知識・それぞれの教科に関係した専門試験）・実技試験（教科に応じた実技試験。具体的には、保健体育であれば体育に関する実技試験、音楽であれば音楽に関する実技試験、美術であれば美術に関する実技試験など。しかし、国語、社会、数学、理科、技術、家庭のように実技試験を行わない教科もある。）・論文（教育論や、教師論を問われる）・面接（個人の場合もあるし、グループの場合もあるが、その受験者の意見を聞くのが目的ではなく、職場での協調性を問うのが目的）からなる。
高等学校教員同様に、全教科の教員が専科教員のため、試験範囲がそれぞれの教科に応じた専門的なものとなっており、高等学校と共通区分で採用試験が行われる場合もある。
かつての教員採用試験は年齢制限が厳しく、早い都道府県では30歳、多くが35歳～40歳以下とされている場合が多かった。近年、年齢制限を緩和、または撤廃する地域が増加しており、定年年齢に達していない50代も応募できる地域もある。
なお、教員採用試験の合格は、それによって必ず採用されるということを意味しない。合格者はあくまでも採用候補者で、教諭として採用される資格を得たということである。また、採用された後も1年間は条件付き採用（試用期間）となっており、校長等が適性を見極めることとなっている。